# Liste der höchsten Gebäude in Vancouver
Vancouver ist mit einer Einwohnerzahl von über 600.000 Einwohnern sowie mit weiteren 1,7 Millionen Einwohnern im Großraum Vancouver, die größte Stadt in der Provinz British Columbia und die drittgrößte Stadt in Kanada. Aufgrund der Bauvorschriften befindet sich aktuell nur ein Gebäude in der Stadt, das eine Höhe von über 200 Metern erreicht. Im Jahr 2020 gibt es in Vancouver rund 800 Gebäude mit einer Mindesthöhe von über 35 Metern, zusätzlich etwa weitere 60 Gebäude die eine Höhe von über 100 Metern erreichen.
Das aktuell höchste Gebäude in Vancouver ist das Living Shangri-La, welches über 62 Etagen und eine Höhe von über 200 Metern erreicht. Das zweithöchste Gebäude ist aktuell das Paradox Hotel Vancouver (auch: Vancouvers Turn) mit 63 Etagen und einer Höhe von 188 Metern gefolgt vom Harbour Centre mit 168 Metern. Dabei ist das Harbour Centre nicht das dritthöchste Gebäude in der Provinz. Den dritten Platz nimmt das Solo District - Altus in Burnaby, mit einer Höhe von 175 Metern (ohne Antenne) bzw. 188 Meter (mit Antenne), ein. In Burnaby wird aktuell mit dem Two Gilmore Place das höchste Gebäude der Provinz erbaut. Dieses soll eine Höhe von 215 Metern erreichen.
Im Jahr 2020 befanden sich in Vancouver 11 Gebäude mit einer Höhe von mehr als 100 Metern Höhe in Bau.

## Die höchsten Gebäude
Dies ist eine Liste der höchsten Gebäude in Vancouver über 100 Meter (Unvollständig):
| Nr. | Name                                    | Höhe | Stockwerke | Eröffnet | Bemerkungen                               | Foto |
| --- | --------------------------------------- | ---- | ---------- | -------- | ----------------------------------------- | ---- |
| 1   | Living Shangri-La                       | 201  | 62         | 2008     |                                           |      |
| 2   | Paradox Hotel Vancouver                 | 188  | 63         | 2017     |                                           |      |
| 3   | Harbour Centre                          | 168  | 28         | 1977     | mit Antenne, bis 2001 das höchste Gebäude |      |
| 4   | The Private Residences at Hotel Georgia | 157  | 49         | 2012     |                                           |      |
| 5   | Vancouver House                         | 152  | 52         | 2019     |                                           |      |
| 6   | One Wall Centre                         | 150  | 48         | 2001     | bis 2008 das höchste Gebäude              |      |
| 7   | Shaw Tower                              | 149  | 41         | 2004     |                                           |      |
| 8   | MNP Tower                               | 143  | 36         | 2015     |                                           |      |
| 9   | Royal Centre                            | 141  | 37         | 1973     | bis 1977 das höchste Gebäude              |      |
| 9   | The Melville                            | 141  | 43         | 2007     |                                           |      |
| 11  | Bentall 5                               | 140  | 34         | 2007     |                                           |      |
| 11  | Park Place                              | 140  | 35         | 1984     |                                           |      |
| 11  | The Fairmont Pacific Rim                | 140  | 44         | 2010     |                                           |      |
| 14  | Granville Square                        | 138  | 30         | 1973     |                                           |      |
| 14  | Four Bentall Centre                     | 138  | 35         | 1981     |                                           |      |
| 16  | Scotia Tower                            | 138  | 34         | 1977     |                                           |      |
| 17  | Telus Garden Tower                      | 136  | 46         | 2017     |                                           |      |
| 18  | Toronto Dominion Tower                  | 127  | 30         | 1972     | bis 1973 das höchste Gebäude              |      |
| 19  | Patina                                  | 126  | 42         | 2011     |                                           |      |
| 19  | Capitol Residences                      | 126  | 42         | 2010     |                                           |      |
| 21  | West One                                | 125  | 41         | 2002     |                                           |      |
| 21  | Woodward's 43                           | 125  | 40         | 2009     | alternativer Name: W43                    |      |
| 21  | The Charleson                           | 125  | 42         | 2018     |                                           |      |
| 24  | The Mark                                | 123  | 41         | 2013     |                                           |      |
| 25  | Three Bentall Centre                    | 122  | 32         | 1974     |                                           |      |
| 25  | Peter Wall Mansion & Residences         | 122  | 43         | 2017     |                                           |      |
| 27  | 200 Granville Square                    | 121  | 30         | 1973     |                                           |      |
| 27  | W Building                              | 121  | 40         | 2009     |                                           |      |
| 27  | Empire Landmark Hotel                   | 121  | 42         | 1973     | 2019 abgerissen                           |      |
| 30  | Jameson House                           | 119  | 38         | 2011     |                                           |      |
| 31  | The Ritz                                | 118  | 37         | 2008     |                                           |      |
| 32  | Cathedral Place                         | 116  | 23         | 1991     |                                           |      |
| 32  | 3 Harbour Green                         | 116  | 32         | 2011     |                                           |      |
| 34  | The Pinnacle                            | 115  | 34         | 1996     |                                           |      |
| 34  | Marriott Pinnacle Hotel                 | 115  | 36         | 2000     |                                           |      |
| 36  | West Pender Place I                     | 112  | 36         | 2011     |                                           |      |
| 37  | Fairmont Hotel Vancouver                | 111  | 17         | 1939     | bis 1972 das höchste Gebäude              |      |
| 37  | Canada Place                            | 111  | 23         | 1986     |                                           |      |
| 39  | Landmark 33                             | 106  | 35         | 1996     |                                           |      |
| 40  | Two Harbour Green                       | 105  | 31         | 2008     |                                           |      |
| 41  | Guinness Tower                          | 100  | 25         | 1969     |                                           |      |

## Weitere bedeutende Gebäude
| Name              | Höhe | Stockwerke | Eröffnet | Bemerkungen                                                                           |
| ----------------- | ---- | ---------- | -------- | ------------------------------------------------------------------------------------- |
| Marine Building   | 98 m | 21         | 1930     | Höchstes Gebäude der Stadt 1930–1939                                                  |
| Electra Building  | 89 m | 24         | 1957     | Ehemaliger Hauptsitz von BC Electric                                                  |
| Sun Tower         | 82 m | 17         | 1912     | Höchstes Gebäude des British Empire 1912–1914 und höchstes Gebäude der Stadt bis 1930 |
| Hotel Vancouver   | 77 m | 15         | 1916     | Das zweite Hotel Vancouver, abgerissen 1949                                           |
| Dominion Building | 53 m | 14         | 1908     | Höchstes Gebäude des British Empire 1908–1910                                         |

## In Bau befindliche Gebäude (Auszug)
| Name                              | Höhe | Stockwerke | Geplante Fertigstellung |
| --------------------------------- | ---- | ---------- | ----------------------- |
| The Butterfly                     | 178  | 56         | 2023                    |
| The Stack                         | 168  | 34         | 2022                    |
| Skyfront (oder One Burrard Place) | 167  | 54         | 2020                    |